# Madnass
Madnass es el nombre artístico de Manuel Amores González (nacido el 29 de noviembre), uno de los Mc del grupo de hip-hop alicantino Arma Blanca.

## Biografía

### Arma Blanca
Durante una temporada estuvieron grabando temas sueltos que no eran escuchados mucho más allá de las fronteras alicantinas, pero en el año 2003 sus canciones fueron creciendo y grabaron una maqueta llamada La Misión y comenzaron su gira con Magnatiz y Nach con el que, además de participar en su disco Poesía Difusa, dieron más de 30 conciertos, editando un DVD de la gira y ganando gran éxito en la escena del rap español. 
Finalmente, se les presentó la oportunidad y ficharon por Boa Music, editando su primera larga duración R-Evolución (2004) con colaboraciones de Nach, Dlux, La Odysea y Dogma Crew, entre otros.
En mayo de 2007 sacan su último trabajo titulado Autodidactas en el que colaboran Nach, All Day Green, Abram y Legendario.
En septiembre de 2010 se esperaba que saliera su trabajo en solitario El Hombre Madnasstico, pero por problemas varios acaba saliendo el 29 de noviembre de 2010.
En 2013 se da a conocer Versoterismo, nuevo grupo del que forma parte junto a Lesky, Trondosh y E. Tarraga. Sacando un disco con el mismo nombre a finales de año.

## Discografía
- "La Misión" (Maqueta) (2003)
- "Reflexión bajo un flexo" (Maxi) (2003)
- "R-Evolución" (LP) (Boa Music, 2004)
- "Autodidactas" (LP) (Boa Music, 2007)
- "Inmortales" (LP) (2019)
- El Hombre Madnasstico (LP) (2010)
- Círculo de hyenas (LP), (2013)

## Colaboraciones

### ConArma Blanca
- Nach "Poesía Difusa" (LP) (BoaCor, 2003)
- VV.AA "Estilo Hip Hop III" (2003)
- VV.AA "Estilo Hip Hop IV" (Recopilatorio) (2005)
- Arkángeles "Escrito en sangre" (Maqueta) (2005)
- JML "Incienso" (Maqueta) (2005)
- Uno más uno "Plenilunio" (LP) (2007)
- VV.AA "Cultura Urbana 2007" (Recopilatorio) (2007)

### En solitario
- Nach "Poesía Difusa" (LP) (BoaCor, 2003)
- LaOdysea "Visionarios" (2005)
- Nach "Ars Magna - Miradas" (LP) (BoaCor, 2005)
- Lesky & Dino BBD "Dr.Cannibal" (2006)
- Cres "Jamás (con Nikoh E.S)" (Reflexiones, 2007)
- Piezas - Es el juego Dentelladas" (2008)
- ZPU "He tenido un sueño" (2010)
- Kako - Rap del montón "Marionetas suicidas" (2011)
- Nach "Tú" (2011)
- Falsalarma "Capa De Ozono (con Chojin y Lechowski)" (Altoids, 2014)
- ZPU & Madnass. "Billete a la luna" (Boacor, 2010)